# Immidae
Immidae là một họ bướm đêm duy nhất trong liên họ Immoidea, gồm 10 chi và khoảng 250 loài, hơn phân nửa loài thuộc chi Imma. Một số loài có màu sáng và bay vào ban ngày. Vị trí của họ này hiện chưa rõ ràng trong nhóm Obtectomera. Ấu trùng ăn lá của dicotyledons và cây tùng bách như Podocarpus (Dugdale et al. 1999).